# Mižerja
Mižerja (Nederlands: Ellende) is een Kroatische single van de Kroatische band Klapa s Mora. Het was de Kroatische inzending voor het Eurovisiesongfestival 2013 in Malmö te Zweden. Het lied schopte het niet tot de finale. Het nummer is geschreven door Goran Topolovac.